# Jiangxi Open
Il Jiangxi Open, conosciuto in passato anche come Jiangxi International Women's Tennis Open, è un torneo femminile di tennis che si gioca a Nanchang in Cina. Ha fatto parte della categoria WTA 125s nel 2014 e nel 2015 per poi essere promosso ad International dal 2016 e si gioca su campi in cemento. Le edizioni del 2020 e 2021 non vennero disputate a causa della pandemia di COVID-19. L'edizione del 2022 viene annullata in seguito alla decisione da parte della WTA di sospendere ogni torneo in Cina come risposta al caso della tennista Peng Shuai. Dal 2023, ritorna nel calendario nella categoria WTA 250.
Nel 2024, il torneo cambia location e si sposta a Jiujiang.

## Albo d'oro

### Singolare
| Anno       | Categoria                             | Campionessa                           | Finalista                             | Punteggio                             |
| ---------- | ------------------------------------- | ------------------------------------- | ------------------------------------- | ------------------------------------- |
| 2014       | WTA 125                               | Peng Shuai (1)                        | Liu Fangzhou                          | 6–2, 3–6, 6–3                         |
| 2015       | WTA 125                               | Jelena Janković                       | Chang Kai-chen                        | 6–3, 7–6(6)                           |
| 2016       | International                         | Duan Yingying                         | Vania King                            | 1–6, 6–4, 6–2                         |
| 2017       | International                         | Peng Shuai (2)                        | Nao Hibino                            | 6–3, 6–2                              |
| 2018       | International                         | Wang Qiang                            | Zheng Saisai                          | 7–5, 4–0 rit.                         |
| 2019       | International                         | Rebecca Peterson                      | Elena Rybakina                        | 6–2, 6–0                              |
| 2020- 2021 | Annullato per pandemia di Coronavirus | Annullato per pandemia di Coronavirus | Annullato per pandemia di Coronavirus | Annullato per pandemia di Coronavirus |
| 2022       | Cancellato                            | Cancellato                            | Cancellato                            | Cancellato                            |
| 2023       | WTA 250                               | Kateřina Siniaková                    | Marie Bouzková                        | 1–6, 7–6(5), 7–6(4)                   |
| 2024       | WTA 250                               | Viktorija Golubic                     | Rebecca Šramková                      | 6–3, 7–5                              |

### Doppio
| Anno       | Categoria                             | Campionesse                           | Finaliste                             | Punteggio                             |
| ---------- | ------------------------------------- | ------------------------------------- | ------------------------------------- | ------------------------------------- |
| 2014       | WTA 125                               | Chuang Chia-jung Junri Namigata       | Chan Chin-wei (1) Xu Yifan            | 7–6(4), 6–3                           |
| 2015       | WTA 125                               | Chang Kai-chen Zheng Saisai           | Chan Chin-wei (2) Wang Yafan          | 6–3, 4–6, [10–3]                      |
| 2016       | International                         | Liang Chen Lu Jingjing                | Shūko Aoyama Makoto Ninomiya          | 3–6, 7–6(2), [13–11]                  |
| 2017       | International                         | Jiang Xinyu (1) Tang Qianhui (1)      | Alla Kudrjavceva Arina Rodionova      | 6–3, 6–2                              |
| 2018       | International                         | Jiang Xinyu (2) Tang Qianhui (2)      | Lu Jingjing You Xiaodi                | 6–4, 6–4                              |
| 2019       | International                         | Wang Xinyu Zhu Lin                    | Peng Shuai Zhang Shuai                | 6–2, 7–6(5)                           |
| 2020- 2021 | Annullato per pandemia di Coronavirus | Annullato per pandemia di Coronavirus | Annullato per pandemia di Coronavirus | Annullato per pandemia di Coronavirus |
| 2022       | Cancellato                            | Cancellato                            | Cancellato                            | Cancellato                            |
| 2023       | WTA 250                               | Laura Siegemund Vera Zvonarëva        | Eri Hozumi Makoto Ninomiya            | 6–4, 6–2                              |
| 2024       | WTA 250                               | Guo Hanyu Moyuka Uchijima             | Katarzyna Piter Fanny Stollár         | 7–6(5), 7–5                           |